# Euphorbia juglans
Euphorbia juglans  es una especie fanerógama perteneciente a la familia de las euforbiáceas. Es endémica de Sudáfrica en la Provincia del Cabo.

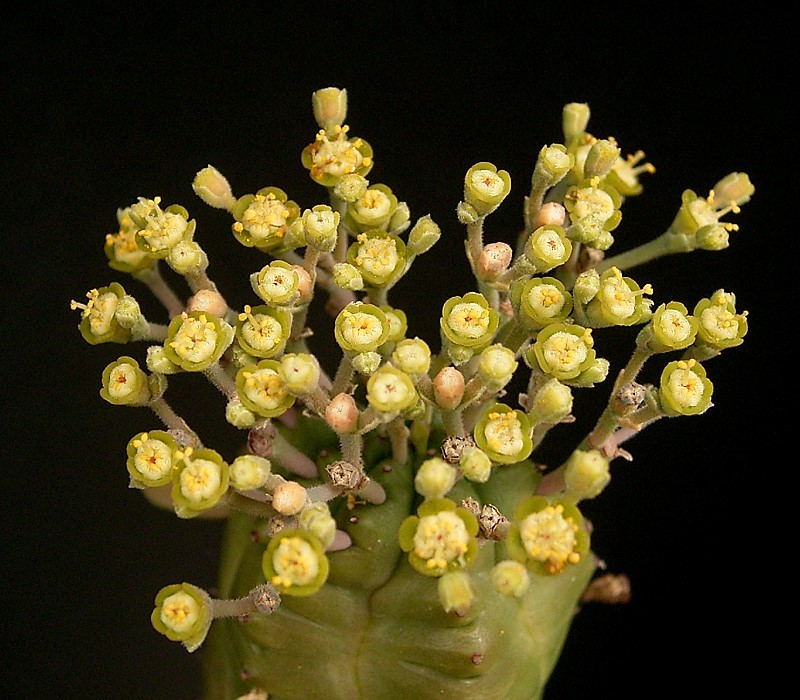
Ciatios

## Descripción
Es una planta suculenta perennifolia, arbusto enano con un tamaño de 3 - 5 cm de altura. Se encuentra a una altitud de +/- 950 metros.

## Taxonomía
Euphorbia juglans fue descrita por Robert Harold Compton y publicado en Journal of South African Botany 2: 126. 1935.
Etimología
Euphorbia: nombre genérico que deriva del médico griego del rey Juba II de Mauritania (52 a 50 a. C. - 23), Euphorbus, en su honor – o en alusión a su gran vientre –  ya que usaba médicamente Euphorbia resinifera. En 1753 Carlos Linneo asignó el nombre a todo el género.
juglans: epíteto de un nombre latíno clásico de la madera de nogal, posiblemente de Jovis, "de Júpiter o Jove", y glande = "bellota o nuez".